# Kangema
Kangema – miasto w Kenii, w hrabstwie Murang'a. W 2010 liczyło 4 180 mieszkańców.